# Wijnkeldermot
De wijnkeldermot (Oinophila v-flava) is een vlinder uit de familie echte motten (Tineidae). De wetenschappelijke naam is voor het eerst geldig gepubliceerd in 1828 door Haworth.
De soort komt voor in Europa.